# Solliès-Ville
Solliès-Ville là một xã thuộc tỉnh Var trong vùng Provence-Alpes-Côte d’Azur, Pháp. Xã này có diện tích 14,1 km², dân số năm 2006 là 2418 người. Xã này nằm ở khu vực có độ cao trung bình 228 mét trên mực nước biển. Danh xưng dân địa phương trong tiếng Pháp là Solliès-Villains và Solliès-Villaines.

## Thông tin nhân khẩu
| Năm | 1962 | 1968 | 1975 | 1982  | 1990  | 1999  | 2004  | 2006  |
| --- | ---- | ---- | ---- | ----- | ----- | ----- | ----- | ----- |
| Dân số | 710  | 801  | 850  | 1 193 | 1 895 | 2 247 | 2 222 | 2 418 |
| From the year 1962 on: No double counting—residents of multiple communes (e.g. students and military personnel) are counted only once. |      |      |      |       |       |       |       |       |